# Санта-Леокадія-де-Брітейруш
Санта-Леокадія-де-Брітейруш (порт. Santa Leocádia de Briteiros; МФА: [ˈsɐ̃.tɐ ɫi.u.ˈka.di.ɐ dɨ bɾi.ˈtɐj.ɾuʃ]) — парафія в Португалії, у муніципалітеті Гімарайнш. Розташована в північно-західній частині країни, на теренах історичної португальської провінції Дору-Міню. Входить до складу округу Брага. За адміністративним поділом, чинним до 1976 року, терени парафії були складовою провінції Міню. Належить до Бразької архідіоцезії Католицької церкви. Патрон — Леокадія Толедська. Площа — 5,0527 км². Населення — 819 ос. (2011). Сильно урбанізований регіон. Густота населення — 162,09 осіб/км²
. Код — 030843.

## Назва
- Брітейруш (Санта-Леокадіа) (порт. Briteiros (Santa Leocádia)) — офіційна назва.

## Населення
| Кількість мешканців | Кількість мешканців | Кількість мешканців | Кількість мешканців | Кількість мешканців | Кількість мешканців | Кількість мешканців | Кількість мешканців | Кількість мешканців | Кількість мешканців | Кількість мешканців | Кількість мешканців | Кількість мешканців | Кількість мешканців | Кількість мешканців |
| ------------------- | ------------------- | ------------------- | ------------------- | ------------------- | ------------------- | ------------------- | ------------------- | ------------------- | ------------------- | ------------------- | ------------------- | ------------------- | ------------------- | ------------------- |
| 1864                | 1878                | 1890                | 1900                | 1911                | 1920                | 1930                | 1940                | 1950                | 1960                | 1970                | 1981                | 1991                | 2001                | 2011                |
| 569                 | 564                 | 596                 | 687                 | 717                 | 686                 | 655                 | 785                 | 829                 | 847                 | 758                 | 728                 | 820                 | 906                 | 819                 |